# 夏時 (崇禎特用)
夏時，字頤庵，江西南昌府新建縣人，明朝政治人物、賜特用出身。

## 生平
崇禎九年中舉人，崇禎十三年以殿試乙榜賜特用。官廣德知州。